# Union Center (Wisconsin)
Union Center – wieś w Stanach Zjednoczonych, w stanie Wisconsin, w hrabstwie Juneau.